# غابور بولوسكي
غابور بولوسكي (بالمجرية: Pölöskei Gábor)‏ (مواليد 11 أكتوبر 1960) هو لاعب كرة قدم. يلعب مع منتخب المجر لكرة القدم. سبق له أن لعب في كأس العالم لكرة القدم مع منتخب بلاده.

## روابط خارجية
- غابور بولوسكي على موقع الاتحاد الدولي (مؤرشف)  (الإنجليزية)
- غابور بولوسكي على موقع الاتحاد الأوربي (الإنجليزية)
- غابور بولوسكي على موقع قاعدة بيانات كرة القدم.إي يو (الإنجليزية)
- غابور بولوسكي على موقع ناشيونال فوتبول تيمز (الإنجليزية)